# مایر تکنیمونت
مایر تکنیمونت (انگلیسی: Maire Tecnimont) شرکت مهندسی ایتالیایی است، که در سال ۲۰۰۵ تأسیس شد.